# Куфлієвка
Куфлієвка (рос. Куфлиёвка) — хутір у Губкінському районі Бєлгородської області Російської Федерації.
Населення становить 2  особи. Входить до складу муніципального утворення Губкінський міський округ, Юр'євська територіальна адміністрація.

## Історія
Населений пункт розташований у східній частині української суцільної етнічної території — східній Слобожанщині.
Згідно із законом від 20 грудня 2004 року № 159 від у 2004—2007 роках органом місцевого самоврядування було Коньшинське сільське поселення.

## Населення
| 2002 | 2010 | 2011 | 2013 | 2015 | 2016 |
| ---- | ---- | ---- | ---- | ---- | ---- |
| 0    | ↗3   | →3   | ↘2   | →2   | →2   |